# Andries Jonker
Andries Jonker (Amesterdão, 22 de setembro de 1962) é um ex-futebolista e treinador de futebol neerlandês.

## Carreira
Jonker foi treinador e gerente de Willem II, MVV Maastricht, FC Volendam e treinador adjunto do FC Barcelona.
A partir de 2009, foi assistente do treinador neerlandês Louis van Gaal no FC Bayern München. Após Van Gaal ter sido demitido do clube bávaro em abril de 2011, ele foi nomeado treinador do time principal até o final da temporada.
Atuou também como treinador do Fußball-Club Bayern München de forma interina até o final da temporada 2010/2011 na Bundesliga alemã.
De 2022 a 2025, Jonker ocupou o cargo de técnico da Seleção Neerlandesa de Futebol Feminino. Antes disso, foi técnico interino da seleção feminina do seu país em 2001.